# Herrmann & synové
Herrmann & synové je pražské nakladatelství zaměřené především na malonákladovou společenskovědní literaturu, zejména filosofickou.
Nakladatelství bylo založeno v roce 1990 Aramem Herrmannem a Arnoštem Štědrým s cílem vydávat učební literaturu k probíhajícím vysokoškolským kursům filosofa Miroslava Petříčka. Ediční plán se pak rychle rozšířil na další současné filosofy a teology (Zdeněk Kratochvíl, Milan Balabán) a jeho hlavním profilem se staly edice a reedice odborných publikací, zaměřených na starověké a raně křesťanské filosofické myšlení a zahrnujících též celou řadu bilingvních textů (Hérakleitos, Empedoklés, Corpus Hermeticum).
Vedle odborné literatury vydává nakladatelství též malonákladovou krásnou literaturu. Z této části produkce jsou hodny zmínky četné překlady francouzské avantgrady (Antonin Artaud, Alfred Jarry aj.), ale také edice méně známých českých autorů (Josef K. Šlejhar, Roman Neruda).